# The South Bank Show
The South Bank Show è stato un programma televisivo trasmesso nel Regno Unito su ITV dal 1978 al 2010, per un totale di 736 puntate, e prodotto dalla LWT (London Weekend Television).
Mescolando l'arte contemporanea con la cultura popolare, l'intento dello show era quello di rendere fruibile ad un pubblico di massa l'arte stessa nelle sue diverse forme, tra cui: la musica, la danza, il cinema, la letteratura, l'opera, il teatro, e le arti visive.

## Puntate
La maggior parte delle puntate erano caratterizzate dalla presenza di un ospite attinente al tema del serata. Tra gli artisti invitati:
- Paul McCartney
- Harold Pinter
- Francis Ford Coppola
- Arthur Miller
- Laurence Olivier
- Peter Gabriel
- Julian Lloyd Webber
- Gene Hackman
- Oscar Peterson
- Alec Guinness
- Francis Bacon
- John Cleese
- Roman Polański
- Eric Clapton
- The Smiths
- Penguin Cafe Orchestra
- John Zorn
- Robert Redford
- Kiri Te Kanawa

- Pet Shop Boys
- Terry Gilliam
- Anthony Hopkins
- Paul Simon
- Clint Eastwood
- Sting
- Elaine Paige
- Björk
- Blur
- Ewan McGregor
- Steve Reich
- Jarvis Cocker
- Liza Minnelli
- Coldplay
- Akira Kurosawa
- Gore Vidal
- David Mamet
- Andy Warhol